# مخدان (بستك)
 مُخدان  قرية صغيرة تتبع للبلدة المركزية (بالفارسية: بخش مركزى) من توابع مدينة بستك وتقع في محافظة هرمزگان في جنوب إيران. تقع هذه القرية في الشمال الغربي لمدينة بستك، وقد تكون جزءاً منها، حيث انها لم تبعد عن المدينة سوى بضعة أمتار، وتعتبر جزءاً من المدينة.

## الآثار التاريخية
يوجد في الضلع الشمالي للقرية، آيار لقرية قديمة وبقايا بيوتها باقية وقديمة تتجاوز المائة بيت مبنية من الأحجار والطين المسلح بالتبن. تقع آثار هذه البيون وسط غازة من الأشجار النخيل.

## سكان
سكان هذه القرية من البدو الرحل، وهم من أهل السنة والجماعة وعلى المذهب الشافعي. يمتهنون بتربية المواشي والأغنام. ويجلبون الحطب من الجبال المحيطة بهم، وكذلك الأعشاب الطبية الموجودة على سفح الجبل وبيعها في القرى المجاورة لهم. كذلك هناك مجموعة من العيون العذبة تقع خلف هضبة مخدان في جبال كاه بست، تغذي هذه العيون نخيل وبساتين المنطقة.

## وصلات خارجية
- التقسيمات الإدارية لمحافظة هرمزگان